# Gerard van Klinkenberg
Gerard Anne van Klinkenberg (Amerongen, 17 december 1900 – Driebergen, 29 september 2003) was een Nederlands dichter, biochemicus en filosoof.
Van Klinkenberg werd in 1900 geboren in Amerongen. In zijn jeugd raakte Van Klinkenberg bevriend met collega-dichters Hendrik Marsman en Jan Jacob Slauerhoff. In de jaren twintig werd z'n gedicht Ophelia gepubliceerd in literair tijdschrift De Gids, waar Adriaan Roland Holst indertijd hoofdredacteur was. In 1931 promoveerde hij in de scheikunde en een jaar later verscheen Van Klinkenbergs eerste poëziebundel met de titel De cactus.
Zijn bekendste bundel Tusschen sterren en steenen verscheen in 1946 in de Helikonreeks, een serie waarin ook bundels van M. Vasalis, Willem Frederik Hermans en Hans Warren zijn uitgebracht. Uit deze bundel koos Gerrit Komrij het gedicht De ware vreugde voor zijn bloemlezing De Nederlandstalige Poëzie van de Negentiende en de Twintigste Eeuw in duizend en enige gedichten.
Een van Van Klinkenbergs bekendere gedichten is De bejaarden. Het werd in 1974 gepubliceerd in het tijdschrift Tirade. Ironisch genoeg overleed de dichter zelf op de respectabele leeftijd van 102 jaar.

## Werken (selectie)
- "Park in het voorjaar", De Gids 88 (1924), p. 334.
- "Vroege lente", "Nachtwind", Erts 1926 (1926), p. 109-10.
- "Midzomernacht", De Vrije Bladen, apr. 1927.
- "Marginalia", De Vrije Bladen, juli 1927 (polemiek met Menno ter Braak).
- "Het Meisje en de Engel", "De Cactus", Erts 1929 (1929), p. 158-59.
- "Najaar", "De cactus", Prisma. Bloemlezing uit de Nederlandsche poëzie na 1918 (1930), p. 128-29.
- Over de scheiding en de werking der beide moutamylasen: een bijdrage tot de kennis van het zetmeel en zijn verhouding tot glycogeen (proefschrift Rijksuniversiteit Utrecht, 1931)
- De cactus (1932)
- "Najaar", Nieuwste dichtkunst (1934), p. 45.
- "De droomster", "Najaar", Jonge Most (1936), p. 61.
- "Rusting", De Stoep (1942/43) 9-10 (maart 1943).
- Empedokles in ongenade. Gedichten (1944)
- "Vuursteenen", Ad Interim (1944) 15 april, p. 28.
- Tusschen sterren en steenen (1946)
- "Kerstliedje", Het Nieuws, 24-12-1946.
- "De schuit" (1929), "Lentemorgen" (1924), "Albumblad" (1923), …die Oude Bisschopsstad (1956), p. 100.
- Een tuin in de wildernis (1970)
- Wat kunnen wij weten?: elementaire inleiding tot de kennis-theorie (1970)
- "Park in het voorjaar", "Najaar", "De schuit", "De cactus", "Bij een sterfbed", "Aan een kei", Tirade 17 (1974) 199, pp. 413-422.
- "Gilbert Ryle", in: C.P. Bertels & E. Petersma (red.), Filosofen van de 20e eeuw (5e dr., 1976), p. 75-84.
- Geloof is maar geloof: gedichten (1982)
- Wetenschap als natuurverschĳnsel (1983)
- Tot ik er niet meer ben (1986)
- Jaren met Marsman (1986)
- De mens als natuurverschĳnsel: over de mens en zĳn strĳd om het voortbestaan (1997)

- Biografisch Portaal: 22419879
- Digitale Bibliotheek voor de Nederlandse Letteren: klin001
- International Standard Name Identifier: 0000 0000 2291 2095
- Library of Congress Control Number: n83318617
- Nederlandse Thesaurus van Auteursnamen: 070220786
- Virtual International Authority File: 35842002
- WorldCat: E39PBJrKVjkMf4FTrC6cHHTPwC